# Аль-Муктади Биамриллах
Абу́ль-Ка́сим Абдулла́х ибн Муха́ммад аль-Муктади́ Биамрилла́х (араб. المقتدى بأمر الله‎; 1056—1094) — халиф из династии Аббасидов, правивший с 1075 по 1094 год.

## Биография
Его полное имя: Абуль-Касим Абдуллах ибн Мухаммад аль-Муктади Биамриллах. Мать была армянкой.
После вступления войск сельджуков в Багдад халиф Аль-Каим Биамриллах правил в течение 20 лет, а после его смерти власть перешла к его 19-летнему внуку аль-Муктади Биамриллах. Аль-Муктади был добродетельным и набожным человеком. Он отличался высокими волевыми качествами. В 1087 году аль-Муктади женился на дочери сельджукского султана Маликшаха, которая умерла через два года. В 1092 году Маликшах прибыл в Багдад, попытался низложить халифа и выслать его из города. Однако Маликшах тяжело заболел и умер, так и не успев выполнить своё намерение.
В период правления халифа аль-Муктади сельджуки восстановили контроль над Антиохией, которую ранее Византия отбила у мусульман. Наср ибн Махмуд захватил город Менбедж, а Юсуф ибн Ташфин нанес поражение испанцам в битве при Заллаке. Завоевания в Индии позволили установить контроль над новыми территориями. С 1076 года проповеди (хутбы) с упоминанием имени багдадских халифов стали читаться в Дамаске, а чуть позже и в Мекке.
В 1094 году халиф аль-Муктади умер.